# Universo de La storia infinita
Il romanzo La storia infinita, scritto da Michael Ende nel 1979, è ambientato principalmente in un mondo fittizio chiamato Fantàsia (Phantásien nell'originale tedesco), con alcune scene che si svolgono in una località imprecisata del mondo reale (la Terra).

## Ambientazioni

### Fantàsia

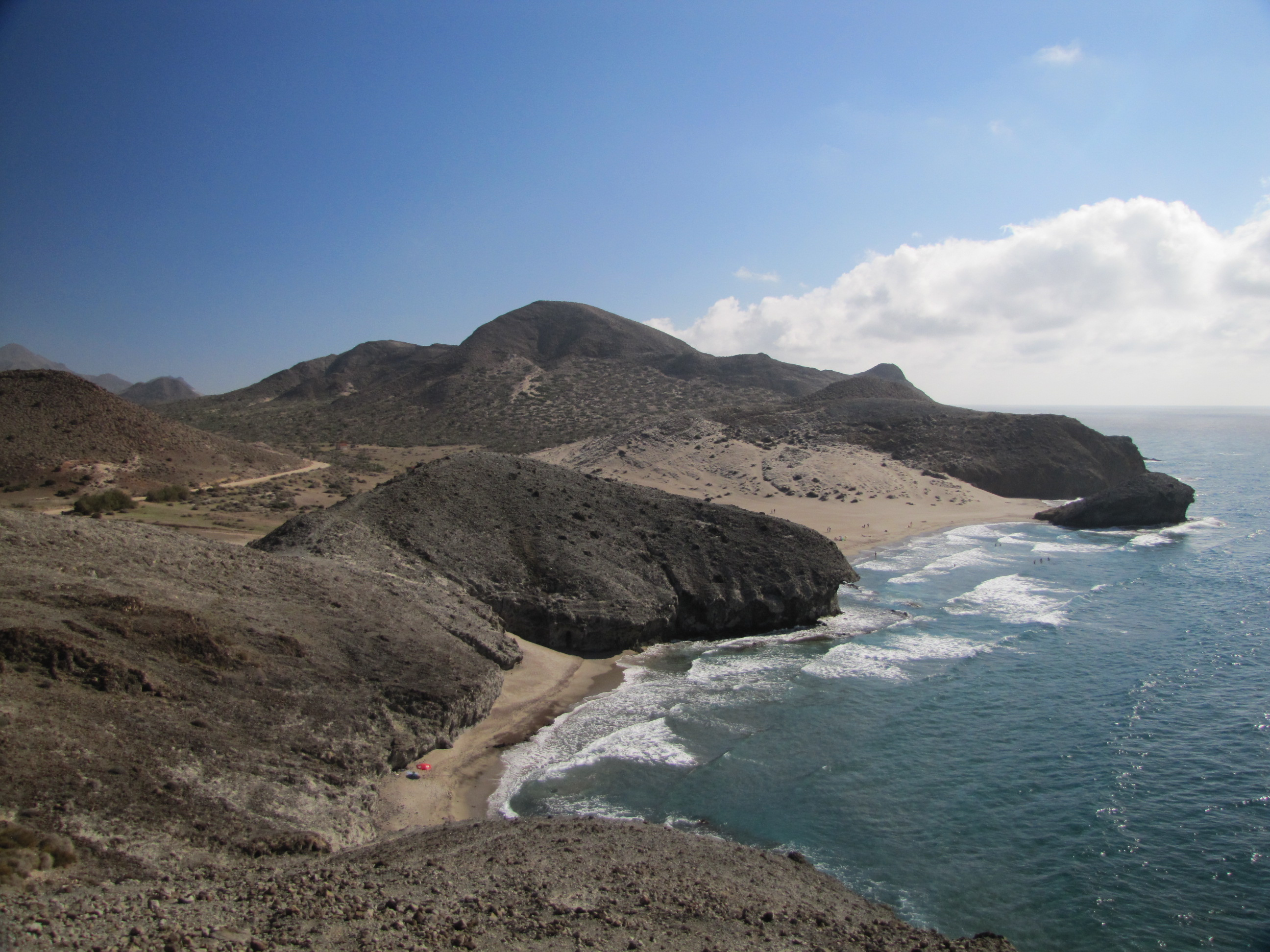
Playa de Monsul (Andalusia, Spagna), uno dei luoghi che ha funto da ambientazione di Fantàsia nel film

Fantàsia è un universo regolato da leggi molto diverse da quelle che valgono per il mondo reale. Ad esempio, non ha alcun confine: il regno di Fantàsia si estende in modo illimitato in ogni direzione; inoltre, i vari luoghi di Fantàsia non hanno un posto fisso: la loro "vicinanza" o "lontananza" dipende dalla volontà del singolo di raggiungere un determinato posto. Di conseguenza, è impossibile disegnare una mappa di Fantàsia.
Analogamente allo spazio, anche il tempo è del tutto relativo; in alcuni punti il suo scorrere appare parallelo a quello reale. In altri, invece, lo scorrere del tempo appare più come il dettaglio fittizio di una trama, come quando Graogramàn, appena creato dai desideri di Bastiano, afferma che lui ed il deserto di Goab sono lì "da sempre", e alle obiezioni di Bastiano risponde: "Ma tu non sai che Fantàsia è il Regno delle Storie? Una Storia può essere nuova eppure raccontare di tempi immemorabili. Il passato nasce con lei". Può inoltre accadere che il presente influenzi il passato modificandolo: ad esempio, durante la sua permanenza ad Amarganta, inventando diverse storie Bastiano di fatto crea il passato della città e dei suoi abitanti, e la biblioteca cittadina, inventata sul momento dal ragazzo, viene descritta come "sempre esistita". Lo stesso meccanismo si applica al futuro: in diversi punti del romanzo avviene che l'invenzione e la narrazione da parte di Bastiano producono eventi che si svolgeranno effettivamente (seppure spesso con risvolti imprevisti).
Fantàsia ha un'imperatrice, la cui carica è però del tutto simbolica, dato che non esercita in alcun modo il suo potere; più che una sovrana è una dea, che incarna l'innocenza fanciullesca e che permette a Fantàsia di esistere. Chiunque cercasse di prendere il posto dell'Infanta Imperatrice finirebbe con l'impazzire e sarebbe condotto a un esilio volontario verso la Città degli Imperatori. A Fantàsia esistono vari "Stati" ed entità autonomi (monarchie, repubbliche, comunità tribali e via dicendo), che comunque rimangono devoti all'Infanta Imperatrice.
Per gli abitanti di Fantàsia vi è un solo modo di lasciare il loro mondo e raggiungere la Terra, quello di farsi inghiottire dal "Nulla", il male che piagava Fantàsia quando l'Infanta Imperatrice era ammalata. Il Nulla è una sorta di forza che dilaga in tutto il mondo, distruggendo ogni cosa che incontra; essendo inoltre causa della malattia dell'Infanta Imperatrice, esso minaccia l'esistenza stessa di Fantàsia e dei suoi abitanti, motivo per cui l'Infanta Imperatrice incarica Atreiu di trovare un modo per fermare la piaga. Lasciandosi inghiottire dal Nulla, gli abitanti di Fantàsia vengono tramutati in menzogne, manie e ossessioni. Per gli abitanti della Terra è invece possibile viaggiare da un mondo all'altro anche più volte, con metodi diversi: il protagonista della storia, Bastiano, ad esempio, raggiunge Fantàsia nel momento in cui chiama ad alta voce l'Infanta Imperatrice, e la lascia passando per le Acque della Vita. Viene accennato da Carlo Coriandoli che ci siano anche modi più semplici per raggiungerla.

### Luoghi di Fantàsia
Tra i vari luoghi di Fantàsia descritti dal romanzo si ricordano:
- Acque della Vita: l'unico luogo di Fantàsia interdetto all'Infanta Imperatrice, poiché per entrarci bisogna deporre Auryn, e lei non può deporre sé stessa. È un luogo nel cuore di Fantàsia, costituito da una cupola d'oro che sovrasta due enormi statue di serpenti, uno bianco e un nero, che si mordono la coda a vicenda; in mezzo al circolo formato dai due serpenti, c'è la fontana da dove sgorgano le acque della vita. Fùcur riesce a comprendere il linguaggio dei serpenti, poiché le voci della gioia sono imparentate fra loro. Nel libro viene spiegato che oltre a Bastiano, Atreiu e Fùcur, altri abitanti di Fantàsia e terrestri si sono immersi nella Acque della Vita, acquistando così una nuova consapevolezza e saggezza, ma che essi si sono sempre tenuti nascosti senza mai mostrarsi agli altri. Bastiano riesce a portare le acque della vita anche a suo padre, riportando l'amore e la felicità nel suo cuore. L'ultimo che si scopre alla fine del libro è Carlo Corrado Coriandoli, il bibliotecario.
- Amarganta, chiamata Città d'Argento nel secondo film e nella serie animata: è una città composta da numerose imbarcazioni fatte di un tipo particolare di argento, sulle quali sono costruiti edifici dello stesso materiale. Si trova al centro di un lago dalle acque altamente corrosive, chiamato Muru, il Lago delle Lacrime. Tale lago è nato dalle lacrime degli Acharai, e l'argento di Amarganta, prodotto dagli stessi Acharai, è l'unico materiale che resiste all'effetto corrosivo delle sue acque. La città è guidata da Querquobad, il "Vegliardo d'Argento", un anziano di centosette anni (a capo della città sta sempre l'uomo o la donna più anziano). Tra i suoi edifici, si ricorda la biblioteca, che ospita l'intera raccolta di storie inventate da Bastiano. È ad Amarganta che si svolge il torneo durante il quale Bastiano e Atreiu si incontrano di persona per la prima volta.
- Bosco Frusciante (in tedesco: Haulewald): luogo descritto nel primo capitolo, è costituito da giganteschi alberi secolari fra i quali soffia spesso un forte vento che fa gemere e scricchiolare i tronchi "larghi come torri". È popolato da molte creature, come i Trolli di Corteccia.
- Casa che muta: è la casa dove abita Donna Aiuola e dove Bastiano soggiorna dopo aver valicato il Mare di Nebbia. La casa ha una volontà propria e si trasforma continuamente, giocando scherzi ai suoi abitanti, a seconda dei loro discorsi o per capriccio personale.
- Castello di Horok, la Mano che vede: è una costruzione a forma di mano che spunta dalla terra, con le dita rivolte verso il cielo. È la dimora della maga malvagia Xayde, ed è sorvegliato dalle sue guardie, che sono delle grandi armature animate.
- Città degli Imperatori: descritta nel ventitreesimo capitolo, è sita sul fondo di una grande conca simile a un enorme cratere, circondato a sua volta da una vasta tundra desolata. È composta da edifici costruiti e disposti contro ogni principio logico, sparsi alla rinfusa, ed è priva di strade o piazze riconoscibili come tali; gli stessi edifici sono costruiti senza criterio: porte e finestre si trovano nei posti sbagliati, i balconi sono rovesciati, si vedono piramidi conficcate al suolo e ponti interrotti a mezz'aria. L'illogicità del luogo si rispecchia negli abitanti: uomini, donne e bambini sono tutti muti e apparentemente folli, perennemente occupati in attività prive di un qualunque senso o fine: c'è chi tenta di muovere carrozzine dalle ruote quadre, chi prova ad appiccicare francobolli a bolle di sapone, chi inchioda al suolo dei calzini, e così via. A guardia della città sta una scimmietta di nome Argax, la quale spiega a Bastiano che gli abitanti sono tutti esseri umani come lui, che nel passato hanno ricevuto il talismano Auryn e lo hanno sfruttato per realizzare i propri desideri, perdendo così mano a mano i ricordi della loro vita sulla terra; alcuni di loro hanno deciso di autoproclamarsi imperatori di Fantàsia, credendo che questo fosse il loro desiderio supremo: in tal caso, non avendo più altro da desiderare, hanno perso la loro memoria all'istante. In entrambi i casi, completamente privati del loro passato, e dunque di un possibile futuro, e persino di un presente, gli uomini privi di ricordi finiscono nella Città degli Imperatori, dove resteranno per l'eternità, incapaci di mutare e quindi di invecchiare.
- Goab, il Deserto Colorato:  un deserto estesissimo che si genera quando, allo spuntar del sole, tutte le piante e le forme vegetali di Perelun, il Bosco Notturno, muoiono e si disfano in sabbia colorata. L'enorme leone Graogramàn, la Morte Multicolore, è il signore del deserto.
- Mare Erboso (in tedesco: Gräserne Meer): è un'enorme distesa d'erba verdissima che si estende dietro le Montagne d'Argento; è descritta come "davvero vasta e piatta come il mare", ed è composta da grandi erbe succose alte quanto un uomo. Il Mare Erboso è la dimora dei Pelleverde e dei Bufali di Porpora.
- Minroud, la Miniera delle Immagini: una miniera situata in un luogo freddo e nevoso; vi si accede attraverso un pozzo alquanto profondo e vi si estraggono le immagini dimenticate dagli uomini (ricordi, sogni...), impresse su sottilissime lastre di vetro. L'unico minatore, Yor, abita in una capanna vicino all'entrata del pozzo.
- Montagna di Corno: situata al centro delle Paludi della Tristezza, questa vetta è in realtà l'enorme carapace della vecchissima Morla. Viene descritta come un pendio piuttosto ripido, fitto di solchi e fenditure, avente una cima tondeggiante; solo dopo averla scalata, Atreiu si rende conto che le enormi lastre dalle quali è formata, e su cui cresce il muschio, non sono di pietra ma - per l'appunto - di corno.
- Montagne del Destino: una catena montuosa impervia e nevosa, che può essere scalata fino in cima solo dopo che il precedente scalatore che aveva compiuto l'impresa è stato completamente dimenticato. Qui l'Infanta Imperatrice va a trovare il Vecchio della Montagna Vagante.
- Oracolo Meridionale: è il luogo dove abita Uyulala. Per accedervi si devono superare tre porte: la prima è custodita da due sfingi, il cui sguardo sottopone a chi lo incrocia tutti gli enigmi del mondo costringendo a risolverli (e portando quindi alla sua morte). Le sfingi permettono solo a pochissime persone, scelte con criteri non chiari, di attraversare la porta. La seconda è la "Porta dello Specchio Magico", un enorme specchio in cui il viaggiatore vede riflesso il proprio Io; lì che Atreiu vede per la prima volta, riflesso, Bastiano. L'ultima è la "Porta Senza Chiave", chiusa ermeticamente e priva di serrature, che può essere attraversata solo se il viaggiatore smette di desiderare di passarvi attraverso.
- Paese della Mala Genìa: è il luogo dove vivono streghe, vampiri, fantasmi e altre creature analoghe; è governato dalla principessa Maya e la sua capitale è la Città dei Fantasmi.
- Paese di Morgul: anche detto "Terra del Fuoco Freddo", perché ivi le fiamme sono più fredde del ghiaccio; vi si trova la foresta pietrificata di Vodgabay, la quale racchiude Ragar, il castello di piombo, tana del drago Smarg. Il castello, che non presenta ponti né passerelle, è cinto da tre fossati, riempiti il primo di veleno verde, il secondo di acido nitrico, il terzo di scorpioni grandi quanto un piede umano.
- Paludi della Tristezza: sono delle paludi immerse in una coltre di nebbia, punteggiate da boschetti di alberi contorti con quattro o più gambe che si perdono nell'acqua scura e dalle radici aeree che si ramificano come tentacoli immobili. In alcune zone del luogo si intravedono delle grosse distese di sabbie mobili. Le paludi hanno la particolarià che, mano a mano che si penetra al loro interno, si perde la speranza e si cade in un profondo sconforto; è per tale condizione che Artax, il cavallo di Atreiu, una volta entrato si lascia morire lì, affondando in una delle sabbie mobili. Dentro le paludi si trova inoltre la Montagna di Corno, dove abita la vecchia Morla.
- Perelun, il Bosco Notturno: è una foresta fittissima che sorge dalle sabbie del deserto Goab quando cala la notte; le piante crescono e si propagano a velocità altissima; all'alba, la foresta muore e si ritrasforma nel deserto, in un ciclo senza fine. È il primo luogo di Fantàsia in cui si trova Bastiano.
- Profondo Abisso: è un esteso crepaccio situato in mezzo alle Montagne Morte, in cui abita Ygramul, e dove compare per la prima volta il Drago della Fortuna Fùcur. In questo luogo avviene la prima interazione di Bastiano con Fantàsia, allorché un suo urlo di spavento viene udito anche dai personaggi del libro. Tale episodio infrange la barriera che divide la storia dal lettore; l'idea di "ricezione" o di "fruizione del testo" cede il posto a quella di "immersione" nella trama[3]. Non si tratta della classica sospensione del principio di realtà, ovvero del normale patto tra autore e lettore, secondo cui il lettore accetta di credere incondizionatamente a quanto scritto dall'autore per tutta la durata della lettura. Si tratta, invece, dell'incontro impossibile fra due mondi: il reale e il fantastico[3][4].
- Tempio delle Mille Porte: si tratta di una specie di "crocevia" che collega tutti i luoghi di Fantàsia; qualsiasi porta di Fantàsia (anche l'anta di un armadio) può divenire, per un breve attimo, una porta d'accesso a questo luogo. L'unico modo per uscire una volta entrati è avere ben chiaro ciò che si vuole (non un desiderio vago, ma una volontà precisa diretta verso qualcosa di definito, sia esso un volto, un posto o un nome).
- Torre d'Avorio: si tratta di una torre larga quanto un'intera città, che ricorda una montagna a forma di birillo avvolta su se stessa; è la dimora dell'Infanta Imperatrice, e vi abita anche tutta la sua corte. Essa è interamente fatta "del più puro e fantàsico avorio", intagliato in modo finissimo. In cima alla torre si trova il Padiglione della Magnolia, una terrazza che ha la forma di un bocciolo di magnolia (di nome "Katsura"), dove dimora l'Infanta Imperatrice; alle volte, durante le notti di luna piena, i petali si schiudono per permetterle di guardare il cielo. È posto sulla cima di un cono d'avorio perfettamente liscio, e si può raggiungere solo in un modo "impossibile da descrivere" usato da Atreiu nel decimo capitolo. La Torre è circondata dal Labirinto, un giardino vastissimo, formato da cespugli, siepi, boschetti, prati e aiuole, larghi viali e stretti sentieri che si intrecciano in maniera intricatissima al solo e unico scopo decorativo e non difensivo (in quanto nessuna creatura Fantàsica, come citato ripetutamente nel romanzo, vuol far del male all'Infanta imperatrice).

## Oggetti
- Al'Tsahir: è una pietra magica che Bastiano trova incastonata nella porta della biblioteca di Amarganta. Quando Bastiano la trova, la pietra è spenta, ma nel momento in cui lui le dà il nome questa comincia a risplendere. Al'Tsahir sarebbe dovuta servire a Bastiano per illuminare la miniera di Minroud, ma egli la distrugge pronunciando il suo nome all'incontrario durante un soggiorno al Monastero delle stelle.
- L'Auryn (propriamente AURYN[5]), detto anche Pantakel[6], il Gioiello[6] o lo Splendore[6], è l'amuleto dell'Infanta Imperatrice, che ella dà a chi deve compiere missioni in suo nome; dà a chi lo porta grandissimi poteri. È costituito da due serpenti, uno chiaro e uno scuro: ciascuno morde la coda dell'altro formando così un'ellisse. Reca sul retro la scritta "Fa' ciò che vuoi" e coincide con le Acque della Vita[7]. Nei film ispirati al romanzo l'Auryn ha un aspetto sensibilmente diverso da quello descritto nel libro; i serpenti si intrecciano vicendevolmente formando al centro un inviluppo che ricorda con evidenza il simbolo dell'infinito. Compare nel capitolo I (La chiamata di Atreiu), portato dal centauro Cairone come dono dell'Infanta Imperatrice al grande guerriero Atreiu del popolo dei Pelleverde. L'oggetto, sacro e magico, è infatti l'unico in grado di proteggere chi lo indossa, guidandolo inoltre nella Grande Ricerca. Pur essendo analfabeta (e ignorando quindi il significato della scritta sul retro dell'amuleto, "Fa' ciò che vuoi"), Atreiu ne mette comunque in pratica lo spirito. In tutta la prima parte del libro è lui a portare Auryn e solo così riesce a sfuggire, ad esempio, alle Paludi della Tristezza e a Ygramul; nella seconda parte, invece, lo Splendore passa a Bastiano, dopo che il piccolo "figlio d'Adamo" è entrato nel Regno di Fantàsia. Quando Bastiano si offre di ridarlo ad Atreyu, lui rifiuta apertamente, sostenendo di averlo portato abbastanza e che ora tocca a Bastiano servirsene. Ciò indica quanto L'Auryn comporti delle grosse responsabilità e che esso metta alla prova il possessore. Il simbolo dell'Auryn sembra ricollegarsi all'antico simbolo dell'uroboro[8]: un serpente che si morde la coda formando un cerchio, simbolo dell'eterno ritorno e dell'Universo, il tempo ciclico immortale e imperituro. L'Auryn rappresenta l'unione degli opposti, il maschile e il femminile, il Cielo e la Terra, Mondo Manifesto e Non manifesto etc. Simboleggia l'origine unica di tutti gli esseri e cose esistenti, dell'Universo intero e la diretta interdipendenza tra il mondo degli uomini e quello della fantasia. Ha lo stesso significato dello yin e yang[8]. Dietro all'amuleto è scritto "Fa' ciò che vuoi" inteso come "Compi la tua vera volontà". Il dualismo, inteso come unione degli opposti al di là delle apparenze di molteplicità e cambiamento, è un tema presente in tutto il libro.
- Cintura Ghemmal: è una cintura che dà il potere di diventare invisibili. Viene donata a Bastiano da Xayde, che lo invita a usarla per spiare Atreiu e Fùcur e scoprire che il primo ha in mente di sottrargli Auryn. Viene recuperata (a costo della vita) da Illuàn durante la battaglia alla Torre d'Avorio, ma Bastiano la perde nel bosco durante il suo successivo inseguimento di Atreiu. Verrà ritrovata in futuro, in una nuova storia.
- Sikanda: spada magica che viene donata a Bastiano da Graogramàn; può essere impugnata solo da chi ha toccato e cavalcato Graogramàn e mangiato e bevuto con lui. La spada non può essere estratta dal fodero: ha infatti la caratteristica di "balzare" in mano al proprietario di sua spontanea volontà, e forzare la sua estrazione porta grande sfortuna. Bastiano la sguaina forzatamente durante la battaglia alla Torre d'Avorio, causandone la distruzione. Deciderà infine di sepellirla, ma come accennato, essa verrà trovata e usata da qualcun altro in futuro.